# Heinz Anton Höhnen

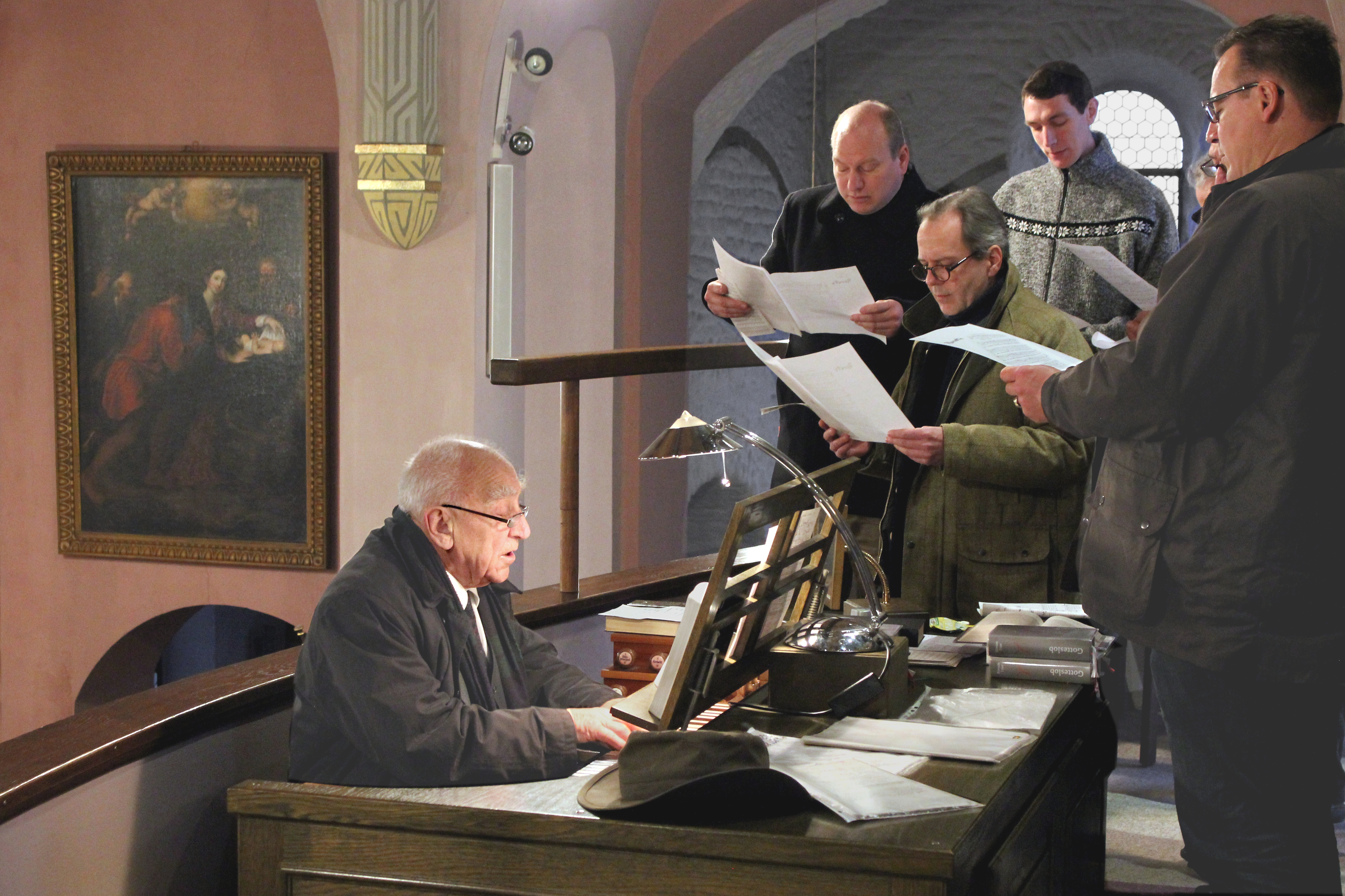
Heinz Anton Höhnen mit der Choralschola St. Kastor in der Kirche St. Mauritius Kärlich im Advent 2016

Heinz Anton Höhnen (* 8. August 1932 in Differten) ist ein deutscher Chorleiter, Kirchenmusiker und Musikpädagoge.

## Leben und Werk
Höhnen studierte Kirchen- und Schulmusik an der Musikhochschule Köln sowie Musik, Philosophie und deutsche Literatur an der Universität Bonn. An der Kölner Musikhochschule hatte er Unterricht bei Josef Zimmermann (Orgel) sowie bei Heinrich Lemacher und Hermann Schroeder (Musiktheorie). Unter Schroeders Leitung sang er viele Jahre lang im Madrigalchor der Musikhochschule und erhielt dort wichtige Anregungen für sein eigenes Wirken als Chorleiter.
Von 1962 bis 2001 war Höhnen künstlerischer Leiter des Bach-Chores Koblenz (zuvor: Madrigalchor). Von 1976 bis 2006 leitete er auch den Kammerchor Bad-Neuenahr-Ahrweiler. Zudem gründete und leitete er über zwanzig Jahre den Universitäts-Chor Koblenz bis ins Jahr 2000.
Seit 1971 wirkte Höhnen als Professor für Musik und als Dekan an der Universität Koblenz-Landau. Er war künstlerischer Mitarbeiter bei Europa Cantat, wo er sich als Atelierleiter bei den Festivals in Brügge, Luzern und Namur einen internationalen Namen machte.
Höhnen wirkt seit langer Zeit als Organist in der Basilika Sankt Kastor in Koblenz. Er leitet auch die Choralschola dieser Kirche. Höhnen schrieb 2001 im Musiklexikon Grove Music Online die Artikel Koblenz und Maria Laach.

## Ehrungen (Auswahl)
- 1995: Verdienstorden des Bundeslandes Rheinland-Pfalz[7]
- 2000: Bundesverdienstkreuz am Bande[7]
- 2002: Kulturpreis der Stadt Koblenz[7]
- 2022: Peter-Cornelius-Plakette des Landes Rheinland-Pfalz für Verdienste um die Musik[8][9]

## Tondokumente
- Heinz Anton Höhnen (Leitung), Friedegard Herwig (Sopran), Anton Maxen (Tenor), Franz Gerihsen (Bass), Charlotte Ebenig (Orgel), Landesjugendchor Rheinland-Pfalz: Marcel Dupré: De profundis, Aufnahme Limburg 1987 (Reihe: Organi e voci)
- Heinz Anton Höhnen (Leitung), Kammerchor Bad Neuenahr-Ahrweiler: Chor- und Orgelmusik zur Passionszeit (mit Werken von Johann Sebastian Bach, Felix Mendelssohn Bartholdy und Josef Gabriel Rheinberger), Bad Neuenahr-Ahrweiler 2004
- Heinz Anton Höhnen (Leitung), Kammerchor Bad Neuenahr-Ahrweiler, Schöneck Ensemble: Johann Sebastian Bach: Weihnachtsoratorium, Bad Neuenahr-Ahrweiler 2004

## Schriften
- Heinz Anton Höhnen: Koblenz. In: Grove Music Online. Oxford Music Online, 2001, abgerufen am 6. August 2019 (englisch).
- Heinz Anton Höhnen: Maria Laach. In: Grove Music Online. Oxford Music Online, 2001, abgerufen am 6. August 2019 (englisch).